# Очень странные каникулы
«Очень странные каникулы» (фин. Räkä ja Roiskis) — детский фильм финского режиссёра Теему Никки, вышедший в 2023 году на кинофестивале в Локарно. Экранизация произведений писателя Юйсе Лескинена.
В России премьерный показ состоялся 1 августа 2024 года.

## Сюжет
Братья Роки и Роскис отправляется на зимние каникулы к своей бабушке в небольшой городок. Братья — полная противоположность друг другу, Роки — озорной хулиган, а Роскис более старательный и ответственный. Вдвоём им предстоит забыть о своих разногласиях, когда в городе происходит череда загадочных событий. Роки и Роскис берутся за их расследование, которое приводит их к местному дантисту.

## В ролях
- Хуго Комаро — Роки
- Урхо Кекконен — Роскис
- Пекка Странг — Мигрень-младший
- Кати Оутинен — Мигрень-старшая
- Элина Книхтиля — Халунен, майор полиции
- Марья Пакален-Ийяс — бабушка
- Сампо Саркола — грабитель

## Критика
Фильм получил преимущественно положительные отзывы в финской прессе.